# Championnat du Mexique de football 1969-1970
Navigation
Saison précédente Saison suivante
La Primera División 1969-1970 est la vingt-septième édition de la première division mexicaine.
Lors de ce tournoi, le CD Cruz Azul a tenté de conserver son titre de champion du Mexique face aux quinze meilleurs clubs mexicains.
Chacun des seize clubs participant au championnat était confronté deux fois aux quinze autres.
Seulement une place était qualificative pour la Coupe des champions de la CONCACAF.

## Les 16 clubs participants
| \| Mexico: Club América CF Atlante Club Necaxa Pumas UNAM Guadalajara: CF Atlas Chivas de Guadalajara Oro de Jalisco CD Cruz Azul —— Deportivo Veracruz CF Monterrey Laguna FC Torreón FC Deportivo Toluca FC FC León I Mexico Guadalajara AC Pachuca Deportivo Irapuato \| Localisation des clubs engagés dans le championnat. |
| Mexico: Club América CF Atlante Club Necaxa Pumas UNAM Guadalajara: CF Atlas Chivas de Guadalajara Oro de Jalisco CD Cruz Azul —— Deportivo Veracruz CF Monterrey Laguna FC Torreón FC Deportivo Toluca FC FC León I Mexico Guadalajara AC Pachuca Deportivo Irapuato                                                           |

| Club                  | Stade                            | Capacité          | Ville              |
| Club América          | Stade Azteca                     | 105 064           | Mexico             |
| CF Atlante            | Stade Azteca                     | 105 064           | Mexico             |
| CF Atlas              | Stade Jalisco                    | 56 713            | Guadalajara        |
| Club Necaxa           | Stade Azteca                     | 105 064           | Mexico             |
| CD Cruz Azul          | Stade du 10-Décembre             | 17 000            | Ciudad Cooperativa |
| Chivas de Guadalajara | Stade Jalisco                    | 56 713            | Guadalajara        |
| Deportivo Irapuato    | Estadio Irapuato                 | 24 000            | Irapuato           |
| Oro de Jalisco        | Stade Jalisco                    | 56 713            | Guadalajara        |
| Laguna FC             | Stade inconnu                    | Capacité inconnue | Torreón            |
| FC León               | Stade Nou Camp                   | 30 000            | León               |
| CF Monterrey          | Stade Tecnológico                | 33 485            | Monterrey          |
| AC Pachuca            | Stade de la Révolution Mexicaine | 3 500             | Pachuca            |
| Pumas UNAM            | Stade Olímpico Universitario     | 62 214            | Mexico             |
| Club Toluca           | Stade Nemesio Díez               | 27 000            | Toluca             |
| Torreón FC (en)       | Stade de la Révolution           | Capacité inconnue | Torreón            |
| Deportivo Veracruz    | Stade Luis de la Fuente          | 30 000            | Veracruz           |

## Compétition
Les seize équipes s'affrontent à deux reprises selon un calendrier tiré aléatoirement.
Le classement est établi sur l'ancien barème de points (victoire à 2 points, match nul à 1, défaite à 0).
Le départage final se fait selon les critères suivants si le titre ou la relégation sont en jeu :
- Le nombre de points.
- Un match de départage.

Sinon le départage final se fait selon les critères suivants :
- Le nombre de points.
- La différence de buts générale.
- La différence de buts particulière.
- Le nombre de buts marqué à l'extérieur.
- Le tirage au sort.

### Classement
| Rang | Équipe                    | Pts | J  | G  | N  | P  | Bp | Bc | Diff |
| ---- | ------------------------- | --- | -- | -- | -- | -- | -- | -- | ---- |
| 1    | Chivas de Guadalajara (C) | 45  | 30 | 18 | 9  | 3  | 54 | 24 | +30  |
| 2    | CD Cruz Azul (T)          | 39  | 30 | 14 | 11 | 5  | 40 | 19 | +21  |
| 3    | Deportivo Veracruz        | 39  | 30 | 16 | 7  | 7  | 47 | 36 | +11  |
| 4    | Club Toluca               | 33  | 30 | 13 | 7  | 10 | 46 | 35 | +11  |
| 5    | Club Necaxa               | 33  | 30 | 11 | 11 | 8  | 32 | 26 | +6   |
| 6    | Club América              | 31  | 30 | 12 | 7  | 11 | 50 | 49 | +1   |
| 7    | FC León                   | 31  | 30 | 11 | 9  | 10 | 43 | 43 | 0    |
| 8    | AC Pachuca                | 29  | 30 | 11 | 7  | 12 | 41 | 49 | -8   |
| 9    | CF Monterrey              | 28  | 30 | 9  | 10 | 11 | 39 | 41 | -2   |
| 10   | CF Atlante                | 28  | 30 | 10 | 8  | 12 | 51 | 55 | -4   |
| 11   | Oro de Jalisco            | 27  | 30 | 10 | 7  | 13 | 41 | 58 | -17  |
| 12   | CF Atlas                  | 26  | 30 | 8  | 10 | 12 | 25 | 37 | -12  |
| 13   | Pumas UNAM                | 25  | 30 | 8  | 9  | 13 | 42 | 43 | -1   |
| 14   | Deportivo Irapuato        | 24  | 30 | 8  | 8  | 14 | 26 | 36 | -10  |
| 15   | Torreón FC (en) (P)       | 23  | 30 | 5  | 13 | 12 | 24 | 37 | -13  |
| 16   | Laguna FC                 | 19  | 30 | 6  | 7  | 17 | 31 | 44 | -13  |

| Légende : Qualifications et relégations | Légende : Qualifications et relégations                                                              |
| --------------------------------------- | --- |
|                                         | Coupe des champions 1971 (1er tour de qualification)                                                 |
|                                         | Qualifié pour le barrage de relégation face au dernier du Tournoi México 1970                        |
|                                         | (T) : Tenant du titre (C) : Vainqueur de la Copa México 1969-1970 (P) : Promu de la saison 1968-1969 |

## Bilan du tournoi
| Tableau d'Honneur    |                       |
| Compétition          | Vainqueur             |
| Primera División     | Chivas de Guadalajara |
| Copa México          | Chivas de Guadalajara |
| Campeón de Campeones | Chivas de Guadalajara |

| Qualifications continentales 1970-1971 |                       |
| Coupe des champions                    | Qualifiés             |
| 1er Tour de qualification              | Chivas de Guadalajara |

| Promotions et relégations     |       |
| Relégué en Primera División A | Aucun |
| Promu de Primera División A   | Aucun |